# نون چه‌آ
نون چه‌آ (خمر: នួន ជា) (خمر: ឡុង រិទ្ធិ), (متولد ۷ ژوئیه ۱۹۲۶ – درگذشته ۴ اوت ۲۰۱۹) سیاستمدار کمونیست، معاون ارشد پل پوت و ایدئولوگ ارشد در دوران حکومت خِمِرهای سُرخ در کامبوج بود. او عمدتاً پس از پل پوت که رهبر بود به عنوان برادر شماره دو شناخته می‌شد. نون چه‌آ در دادگاه سازمان ملل در کنار سه رهبر دیگر خمرهای سرخ به دلیل جنایت علیه بشریت به حبس ابد محکوم شد. نون چه‌آ در ۴ اوت ۲۰۱۹، در سن ۹۳ سالگی در زندان درگذشت.